# Johannes Stradanus

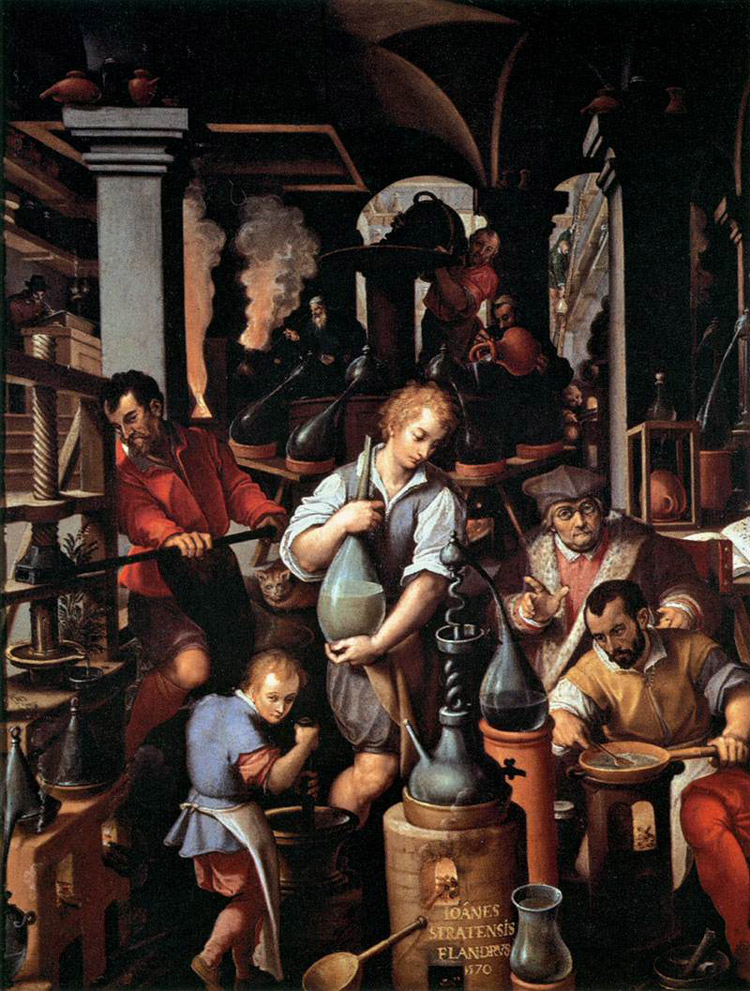
Alkemistens laboratorium av Stradanus.

Johannes Stradanus eller Jan van der Straet, född 1523 i Brygge, död 1605 i Florens, var en flamländsk konstnär.
Stradanus studerade först under ledning av sin far och Pieter Aertsen, men blev i Florens elev till sin vän Giorgio Vasari. Han kallades därifrån till Neapel för att föreviga Don Juan de Austrias bragder, men bosatte sig därefter för alltid i Florens, där han arbetade för toskanska hovet och för åtskilliga av Florens kyrkor, bland annat Santissima Annunziata, i vilken han själv ligger begraven och där man av hans hand ännu ser en Kristus på korset. 
Huvudsakligen upptogs dock hans tid med att teckna mönster till vävnader för huset Medicis räkning. I likhet med sin samtida och kamrat Daniele da Volterra imiterade han Michelangelos svulstigaste teckning och blev en utpräglad manierist. Tavlor av honom finnas i Augsburgs museum, i kyrkan Santo Spirito i Florens, i ärkebiskopliga palatset där med flera platser. Stradanus är representerad vid bland annat Göteborgs konstmuseum.